# 元旦競歩
元旦競歩（がんたんきょうほ）は毎年1月1日に東京都で開催される陸上競技（競歩）大会である。
コースは東京都渋谷区神宮外苑聖徳記念絵画館周辺の1周1.350kmの周回コースで行われる（2013年までは歩道1周1.325kmの周回コースで実施していた。車道コースは1964年東京オリンピックの際、男子20km競歩のコースとして使用された）。

## 概要
1953年に競歩愛好家による歩き初め大会として始まり、1959年の第7回大会から公認競技会となった。
1981年の第29回大会では女子5kmが設けられ、これが日本で最初の女子競歩公認レースであった（前年の11月に女子競歩の日本記録が公認）。
歴代優勝者にはその後の日本代表選手となる選手が数多くおり、日本競歩の登竜門的存在として、現在行われている競歩競技会としては最も歴史のある大会である。
近年は日本陸上競技選手権大会男子20キロ 女子20キロ競歩が2月、全日本競歩能美大会が3月と主要大会が連戦となるため、トップ選手の出場は少なくなっているが、参加標準記録がなく、高校生、マスターズ選手などが数多くエントリーしている。
各部門の優勝者には「津田直彦賞」が送られる。これは本大会の創設に尽力し、日本人初の国際競歩審判員となった津田直彦（1999年没）を称えるものである。
なお、競歩のコースは日本陸連主催の競技会では1周2km～2.5kmの周回コースとしなければならないが、本大会は東京陸上競技協会が主催であるため、日本陸連主催外の場合に認められる1km～2.5kmの項目が適用されているため公認競技会となっている。
2014年の大会では大会運営のミスにより公式記録が発表されなかったが、11日になってようやく公表された。

## 競技種目
いずれも2011年1月1日開催の第59回元旦競歩大会兼第73回東京陸上競技選手権競歩大会での競技種目
- 大学・一般男子20km競歩
- 大学・一般女子10km競歩
- 高校男子10km競歩
- 高校女子5km競歩
- 50歳以上男子5km競歩
- 50歳以上女子5km競歩